# Diplazium taylorianum
Diplazium taylorianum là một loài thực vật có mạch trong họ Woodsiaceae. Loài này được (Jenman) Maxon ex Proctor miêu tả khoa học đầu tiên năm 1953.